# Otto Barcz
Otto Eduardowicz Barcz (ros. Отто Эдуардович Барч, ur. 20 grudnia 1943 we Frunze) – radziecki lekkoatleta, chodziarz, medalista mistrzostw Europy w 1974 i trzykrotny olimpijczyk.
Zajął 6. miejsce w chodzie na 20 kilometrów na igrzyskach olimpijskich w 1968 w Meksyku oraz 4. miejsce w chodzie na 50 kilometrów na mistrzostwach Europy w 1969 w Atenach. Również w zawodach pucharu świata w chodzie w 1970 w Eschborn zajął 4. miejsce w chodzie na 50 kilometrów. Na mistrzostwach Europy w 1971 w Helsinkach i na igrzyskach olimpijskich w 1972 w Monachium także zajął 4. miejsca w chodzie na 50 kilometrów.
Zajął 2. miejsce w tej konkurencji w pucharze świata w chodzie w 1973 w Lugano (przegrał tylko z Berndem Kannenbergiem z Republiki Federalnej Niemiec, a wyprzedził Christopha Höhne z Niemieckiej Republiki Demokratycznej). Zdobył srebrny medal na tym dystansie na mistrzostwach Europy w 1974 w Rzymie, za Christophem Höhne, a przed innym reprezentantem NRD Peterem Selzerem. Zajął 4. miejsce w chodzie na 20 kilometrów w pucharze świata w chodzie w 1975 w Le Grand-Quevilly i 13. miejsce w tej konkurencji na igrzyskach olimpijskich w 1976 w Montrealu.
Zajął 4. miejsce w chodzie na 50 kilometrów na mistrzostwach Europy w 1978 w Pradze oraz 15. miejsce na tym dystansie w pucharze świata w chodzie w 1979 w Eschborn.
Był mistrzem ZSRR w chodzie na 20 kilometrów w 1975 oraz w chodzie na 50 kilometrów w 1973 i 1978, a także wicemistrzem w chodzie na 50 kilometrów w latach 1969–1972 i 1974 oraz brązowym medalistą w tej konkurencji w 1968.
Rekordy życiowe Barcza:
- chód na 20 kilometrów – 1:24:13 (1976)
- chód na 50 kilometrów – 3:52:05 (1979)